# ITIL V3 Service Design
Dieser Artikel beschäftigt sich mit Service Design, der zweiten von fünf Publikationen von ITIL in der Version 3.

## Gemeinsamkeiten der „planerischen“ Prozesse
Hier werden die Prozesse definiert, die später im Dienstleistungsbetrieb (Service Operation) unterhalten werden. Deshalb ist eine Zusammenarbeit zwischen Entwurf und Betrieb von höchster Wichtigkeit. Allen Dienstleistungsprozessen ist gemein, dass sie zyklisch verlaufen, ihre Ziele in einem Plan zusammengefasst, ihr Ergebnis überwacht wird und ihnen die Verbesserung des Planes obliegt.

## Service Design Principles
An der Schnittstelle zum Kunden definiert die Verwaltung der Dienstleistungsstufen (Service Level Management) die zu erbringenden Leistungen der IT und überwacht diese auf Einhaltung von Zielvereinbarungen. Ziel ist es, die meist abstrakten Erwartungen aus der Geschäftsperspektive eines Unternehmens in Einklang mit den notwendigen Dienstleistungen der IT zu bringen. Zur Umsetzung der Geschäftsanforderungen dient deshalb ein Rahmenwerk von IT-Dienstleistungen, die konkret auf diese ausgerichtet sind und deren Gesamtheit im Dienstleistungskatalog beschrieben ist.

## Financial Management für IT Services
Sowohl die Budgetplanung, die Kontrolle der IT-bezogenen Kosten, sowie die optionale Leistungsverrechnung erfolgen durch das Financial Management für IT Services. Dabei muss durch die Einbeziehung der Kundenanforderungen ein ausgewogenes Verhältnis zwischen Qualität und Kosten ermittelt werden. Nur so lässt sich der scheinbare Widerspruch der beiden Gesichtspunkte lösen.

## Service Portfolio
Jede Leistung enthält ihre jeweiligen Zielvereinbarungen in Form von Verträgen, die in den Service Level Agreements (SLAs) weiter beschrieben sind. Diese werden in komplexeren Umgebungen oft durch zusätzliche Absicherungsverträge mit weiteren Dienstleistern gestützt. Absicherungsverträge unterscheiden zwischen internen unterstützenden Vereinbarungen, den Operational Level Agreements (OLAs), und externen unterstützenden Vereinbarungen, den Underpinning Contracts (UCs).

## Service Catalogue Management
Der Servicekatalog beschreibt die aktuellen und anstehenden Leistungen, die dem Kunden angeboten werden können. Das Service Catalogue Management hat die Aufgabe den Servicekatalog aufzubauen und zu pflegen.

## Service Level Management
Das Service Level Management übersetzt Kundenanforderungen in Ziele von IT-Services und vereinbart diese vertraglich.
Das SLA beschreibt, „wie“ die Leistung erbracht wird. Das Service Level Requirement zeigt auf, „warum“, in welchem Umfang und mit welcher Gewichtigkeit eine Leistung erbracht werden soll. Damit wird die Transparenz und Tragweite komplexer IT-Prozesse vereinfacht sowie ihre Effizienz in den Vordergrund gestellt. Grundlagen für die Erstellung eines SLAs sind deshalb neben einem Service-Katalog auch die Service Level Requirements. Intern wird der zu erbringende Service im so genannten Service Quality Plan beschrieben.
Dem Service Level Manager obliegt neben der Verwaltung des Service-Katalogs die Aktualisierung und Anpassung sämtlicher Verträge sowie die Überwachung der verabredeten Qualitätsparameter.

## Capacity Management
Das Capacity Management erstellt aus den Geschäftsanforderungen den Kapazitätsplan und überwacht dessen Einhaltung. Dabei wird in Business, Service und Component Capacity Management unterschieden. Weitere Aufgaben sind Application Sizing, Tuning, Service Modellierung und Bedarfsmanagement (Demand Management).

## Availability Management
Beim Availability Management oder Verfügbarkeits-Management wird aus den Geschäftsanforderungen sowohl ein allgemeines als auch ein servicespezifisches Verfügbarkeitsniveau definiert, dessen Umsetzung geplant und die definierten Qualitätsparameter (Key Performance Indicators) überwacht.

## IT Service Continuity Management
Das IT Service Continuity Management definiert und plant alle Maßnahmen und Prozesse für unvorhergesehene Katastrophenfälle. Dabei ist es in dem übergeordneten Prozess Business Continuity Management eingebettet. Um das Verhältnis der zu erwartenden Kosten den quantifizierten Verbesserungen gegenüberstellen zu können, ist eine Risikoanalyse notwendig. Das IT Service Continuity Management ist ständig in die Aktivitäten des Change Managements involviert und arbeitet eng mit den anderen Bereitstellungsprozessen (Service Delivery) zusammen.

## Information Security Management
Das IT Security Management beschäftigt sich mit der Einführung und Durchsetzung eines definierten Sicherheitsniveaus für die IT-Umgebung. Dabei wird detailliert auf die Teilgebiete Vertraulichkeit, Integrität und Verfügbarkeit eingegangen. Um die internen und kundenspezifischen Wünsche des benötigen Sicherheitslevels zu ermitteln, ist eine Risikoanalyse notwendig. Der minimale interne Sicherheitsanspruch wird dabei als IT-Grundschutz bezeichnet. Darüber hinausgehende Ansprüche des Kunden an Sicherheitsbedürfnissen müssen individuell erarbeitet werden. Als Grundlage für ein IT Security Management kann die Norm ISO/IEC 27002 herangezogen werden.